# John Abell
John Abell ( Aberdeenshire c. 1653 - Cambridge c. 1724) fue un célebre músico y poeta escocés.
Fue maestro de capilla de los reyes Carlos II, Jacobo II y Guillermo III; desterrado de su patria por profesar el catolicismo, recorrió varios países de Europa, en los que se hizo admirar por su excelente voz de contratenor.
Sus obras más importantes son una Colección de canciones en diferentes idiomas y los Aires de Abell.